# Důl Jindřich (Zbýšov)
Důl Jindřich ve Zbýšově byl černouhelný hlubinný důl v Rosicko-oslavanském revíru. Byl vyhlouben v letech 1854–1857, činnost ukončil v roce 1970.

## Historie
Důl Jindřich, později Jindřich I byl zahlouben v roce 1854 na území nazývané Sička ve Zbýšově Těžířstvem Láska Boží – Antonín Rahn I. Do provozu byl uveden v roce 1857. V roce 1957 probíhala rekonstrukce jámy. V části dřevěné výztuže došlo k závalu, který byl odstraněn a jáma rekonstruována. Z důvodu velkých tlaků se jámový stvol deformoval a pro značné přítoky důlních vod bylo rozhodnuto vybudovat novou jámu Jindřich II. Po dostavbě nové jámy byla jáma Jindřich I zasypána. Zatápění dolů bylo zahájeno 20. dubna 1992 odstavením z provozu čerpadla na 11 patře dolu Jindřich, následně na 7. patře jámy Antonín, na 2. patře jámy Julius. Výtok vod byl směřován do Dědičné štoly v Oslavanech.

## Popis
Jáma měla obdélníkový profil. Do hloubky 694 m byla výztuž dřevěná a pak byla výztuž cihelná v soudkovém profilu. Jáma byla prohloubena do hloubky 904 m. V roce 1938 byla zastavena těžba jámou Jindřich a převedena na sousední jámu Antonín. Jáma Jindřich se stala jámou pomocnou pro těžbu kamene a dopravu materiálu. Stav této jámy byl už od čtyřicátých 20. století let ve velmi špatném stavu. Působením důlních tlaků byl jámový stvol deformován a křiven. Údržba této jámy byla velmi složitá a nákladná. Na dole Antonín byla zase komplikovaná těžba. Těžba z 8/9. patra (1004 m) a 9. patra (1048 m) ve vozech směřovala na slepou jámu č. 100 na 7. patro (900 m), pak podzemní lanovkou na překopu v 7. patře k jámě Antonín a touto jámou bylo uhlí těženo na povrch. Proto bylo rozhodnuto jámu rekonstruovat nebo vyhloubit novou. V roce 1957 byl schválen projekt na rekonstrukci jámy, avšak v průběhu prací došlo k závalu. V roce 1960 ve vzdálenosti 100 m jihozápadně od jámy Jindřich byla zahloubena nová jáma Jindřich II. V roce 1969 byl ukončen provoz jámy Jindřich I a od roku 1970 byla jáma zasypána hlušinou. Povrchové objekty včetně těžní věže byly zbourány. V letech 2015–2016 byla provedena nová železobetonová krycí deska a zrekonstruováno zabezpečení jámy.

### Těžní stroj
Těžní věž byla zděná s instalovaným parním bubnovým těžním strojem. Průměr těžního bubnu byl 4 000 mm, šířka 800 mm, průměr parních válců 650 mm a zdvih 1 400 mm, ventilový rozvod Kraft-Lenz. Dvouetážové klece pro dva vozíky na etáži vedle sebe se pohybovaly rychlostí 10 m/s. V době druhé světové války (1942) starý parní stroj byl zlikvidován a byl instalován parní těžní stroj z roku 1902 firmy Breitfeld-Daněk z dolu Simson. Parní stroj měl průměr těžních bubnů 4000 mm, šířka 1200 mm, průměr parních válců 675 mm se zdvihem 1200 mm, ventilový rozvod Radovanič. Rychlost jízdy pro špatný stav parního stroje byla s mužstvem byla 2,5 m/s a těžba 4 m/s.

### Třídírna
V roce 1882 byla zahájena výstavba třídírny, která byla ukončena v roce 1887 s postavením sazečkového uhelného prádla typu Baum. Úpravna byla celá elektrifikována v roce 1909. Další modernizace třídírny a prádla byla provedena v letech 1928–1929. Bylo postaveno nové pneumatické prádlo systému Malécot – jediný systém na území tehdejší ČSR. V roce 1935 byla vybudována úpravna uhlí soustavy Mitschel-Malewt a důl Antonín byl propojen lanovou dráhou s třídírnou dolu Jindřich. Poslední modernizace třídírny uhlí proběhlo v letech 1955–1956. Byl zastaven provoz soustavy Malécot a provedena rekonstrukce třídírny (výkon 80 t/hod.) a oběhu vozů koncové stanice lanové dráhy.

### Ostatní
V roce 1901 byla postavena elektrická centrála, která zabezpečila napájení důlních čerpadel. Do této doby důlní čerpadla poháněla pára. Po výstavbě oslavanské elektrárny byla důlní elektrárna zrušena.
V roce 1856 byl důl napojen železniční vlečkou na železniční trať Brno – Zastávka.